# تيفاني أتكينسون
تيفاني أتكينسون (بالإنجليزية: Tiffany Atkinson)‏ هي كاتِبة وشاعرة بريطانية، ولدت في 1972.